# El Rectoret (Cunit)
El Rectoret és una obra de Cunit (Baix Penedès) protegida com a Bé Cultural d'Interès Local.

## Descripció
El rectoret és una masia situada a la parcel·la ubicada entre l'Avinguda de la Roca Plana i el carrer Marià Espiral. La construcció ha sofert importants transformacions amb el pas dels anys. Un dels seus darrers propietaris fou el pintor barceloní noucentista Marià Espinal. D'acord amb els cànons noucentistes, va erigir-se una nova façana bastida d'elements classicitzants.